# Morne Bisdary
Le morne Bisdary est un sommet situé sur l'île de Basse-Terre en Guadeloupe. S'élevant à 247 mètres d'altitude, il se trouve entre les territoires des communes de Deshaies et de Sainte-Rose, au nord du piton Deshaies et au sud du morne Bois Cap. 
Il constitue le commencement d'une ligne de crêtes qui s'étend du nord au sud de la Basse-Terre. 